# Monte Guiting-Guiting
Monte Guiting-Guiting es una montaña situada en el corazón de la isla de Sibuyan, una de las siete islas de la provincia de Romblon en Filipinas. Guiting-Guiting, en el dialecto local, significa "irregular". Aunque la longitud y la duración de la subida es relativamente corta, con 2 días para subir y 1 día para descender, esta montaña es todavía reconocida como la más difícil y desafiante para subir, junto con el monte Halcón en Mindoro y el monte Mantalingajan en Palawan.